# Magyar Kastélyszállodák és Történelmi Épületek Szövetsége

## Története
A Magyar Kastélyszállodák Egyesülete 2007. december 12-én került bírósági bejegyzésre, azonban tevékenységét már 2005-ben megkezdte a Magyar Szállodaszövetség keretein belül, kastélyszálló szekcióként.
A szervezet megalakulásakor a közhasznú egyesületi formát vette fel és alapító tagjai a "kastélyturizmus” fejlesztését tűzték ki fő céljukként. (A "kastélyturizmus" egy olyan ága a turizmusnak, amely a gazdaság számára számos, még kiaknázatlan fejlődési lehetőséget hordoz magában. Pontosan azt az igényesebb bel- és külföldi közönséget célozza meg, amely nem a tömegturizmus kitaposott és kevés hozzáadott értékkel rendelkező területeit keresi a turisztikai agglomerációkban, hanem a magyar vidék eredeti szépségét és kulturális hagyományait.)
Glaser Gyula elnökletével, 2007-ben 13 alapító tagja volt az egyesületnek. A kelet-európai régióból a Magyar Kastélyszállodák Egyesülete volt az első olyan szakmai szervezet, amelyet a Historic Hotels of Europe nemzetközi szövetség alkalmasnak talált arra, hogy a tagsága alá vonja. A két szervezet közti együttműködés kiterjed a study tour-okra, kiállításokra, és olyan nemzetközi kommunikációkra, amelyek erősítik a külföldiek tájékoztatását a magyarországi kastélyturizmus létrejöttéről.
2010 szeptemberében Glaser Gyula elnök lemondott a tisztségéről, és a tagság a szervezet vezetésével Bartha Sándort bízta meg, aki ekkor a Hédervári Kastély üzemeltetője. Az új elnök szem előtt tartotta a tagság igényét, és ezért egy új marketingstratégiát állított fel az elnökség segítségével, melynek része egy új arculati megjelenés a kor igényeinek megfelelő weboldallal.
A szervezet elnöksége 2015-ben megszervezte az első olyan rendezvényt, amely kifejezetten a történelmi épületek revitalizációjáról, illetve azok hasznosításáról szólt. Az esemény a Kastély Fórum elnevezést kapta, megrendezését évente visszatérő jelleggel tervezik, segítséget nyújtva ezzel azon vállalkozóknak, akik hasonló befektetésben gondolkodnak. Ugyanebben az évben indult el a Kastélyok Nyitott Hétvégéje elnevezésű program, amely betekintést enged a szállodaként működő történelmi épületek falai közé is. A Historic Hotels of Europe Award 10 kategóriában méretteti meg az európai kastélyokat, melynek díjkiosztójára 2015 novemberében került sor, először Franciaországban.
Bartha Sándor az elnöki széket 2015 szeptemberében adta át a röjtökmuzsaji Szidónia Kastélyszálloda vezetőjének, Gulyás Eszternek. Az első döntések közt szerepel, hogy az elnökség 2016-tól nemcsak kastélyszállodákat, hanem egyéb történelmi épületeket is felvesz tagjai közé. Az Apponyi Kiskastély (Medina) 2016 októberében elnyerte a Historic Hotels of Europe díját a Best Historic Hotel with A Story to Tell kategóriában.
A három szomszédos ország (Ausztria, Szlovákia, Magyarország) összefogásával 2017 őszén megalakult a Heritage Hotels of Europe. Az alapító országok segítik egymás kommunikációját, és létrehoztak egy szakmai díjat, melyet 2018 őszén adtak át először, 7 kategóriában. A Magyar tagok közül az alsópetényi Prónay-kastélynak a Host of the Year díjat ítélték oda.

## Egyesületi tagság
Az egyesület tagja lehet minden olyan magyar vagy külföldi természetes vagy jogi személy, aki vagy amely kastély-, kúria-, vagy más történelmű hátterű épületben működő, legalább háromcsillagos szállodát, múzeumot, rendezvényhelyszínt működtet, vagy ilyen épületben hasonló szolgáltatást végez, és belépési nyilatkozatban az egyesület alapszabályát – ide értve az egyesület céljait is – elfogadja, a tagsági viszonyból származó kötelezettségeinek teljesítését vállalja, és felvételének nincs jogi akadálya.
A történelmi épületnek, vagy annak, főbb részeinek legalább 100 évesnek kell lennie. Az esetleges helyreállítást műemlékhez illő gondossággal kell elvégezni és emelt színvonalú vendéglátó szolgáltatásokat kell nyújtani.
Kivételes esetben rendes tag lehet az is, aki vagy amely a fentiek szerinti épületben a fentiekben meghatározott szolgáltatást ugyan nem végez, de az Egyesület céljai megvalósítását elősegíteni tudja és kívánja, és a fenti feltételeknek egyebekben megfelel.

## A Magyar Kastélyszállodák és Történelmi Épületek Szövetsége céljai
- A magyar és európai régiónkban lévő kastélyok, kúriák, udvarházak, várak és más történelmi épületek köré kapcsolódó kulturális örökség megóvása, ápolása és bemutatása.
- A főként műemlék épületek és a hozzájuk tartozó környezet eredeti formájának megóvása, védelme.
- A főként műemlék épületek és a hozzájuk tartozó környezet renoválása, rendbehozatala az eredeti formához hűen, ennek érdekében is a sok esetben a múlt ködébe burkolózó történelmi háttér kutatása, tényszerű feltárása és széles körű bemutatása.
- A magyar történelmi örökség ápolásán túl a közös történelmi gyökerek feltárásával elősegíteni az európai integrációs folyamatot, erősíteni az európai tudatot.
- A történelmi épületek megóvása mellett a mai kornak megfelelő hasznosítási típusok keresése, illetve ezek a gyakorlatba történő átültetése, az eredeti forma szigorú szem előtt tartásával: kastélyszállodák, rendezvényhelyszín kialakítása, a bővebb ismeretterjesztés érdekében pedig kis múzeumok kialakítása.
- A magyarországi turizmus, ezen belül a magyar kastélyturizmus élénkítése.
- A magyar kultúrával kapcsolatos ismeretek terjesztése külföldön is.
- A kastélyszállodák érdek- és szakmai képviseletének ellátása gazdasági, jogi, etikai kérdésekben bel- és külföldön.
- Határon átívelő kapcsolatok létrehozása a kastélyturizmus területén.
- Magyar kastélyszállodák és kastélyok megismertetése Európában.
- „Kastélykoncertek” szervezése (népzenei, régi zenei kulturális rendezvények).

## Tagok
- Botaniq Turai Kastély Tura
- Forgách Kastély – Mándok
- Gyulai Almásy-kastély látogatóközpont - Gyula
- Graefl Major – Poroszló, Kétútköz
- Gróf Degenfeld Kastélyszálló Tarcal
- Kristály Imperial Hotel Tata
- Prónay-kastély ****– Alsópetény
- Andrássy Kúria & Spa Tarcal
- Szidónia Kastélyszálloda – Röjtökmuzsaj
- Téglási Degenfeld Schomburg Kastély - Téglás

A szövetség elnöke: Gulyás Eszter.